# Lindis (rivière)
La rivière Lindis (en anglais : Lindis River) est un cours d’eau situé dans la région d’Otago dans l’Île du Sud de la Nouvelle-Zélande.

## Géographie
C’est un affluent du fleuve Clutha, s’écoulant vers le sud sur une longueur de 55 km à travers le col de Lindis. C’est aussi le siège de la principale route intérieure entre les régions d’Otago et le Bassin de Mackenzie dans la région de Canterbury.